# Шкурко Олександр Вікторович
Олекса́ндр Ві́кторович Шкурко́ (7 лютого 1979, смт Краснопілля, Сумська область — 5 серпня 2014, м. Сніжне, Донецька область) — підполковник (посмертно) Збройних сил України, старший помічник начальника штабу бригадної артилерійської групи 72-ї окремої механізованої бригади.

## Біографія
Олександр Шкурко народився 7 лютого 1979 року у Краснопіллі на Сумщині, тут пішов до Краснопільської загальноосвітньої школи.
Після закінчення школи вступив до Інституту артилерії при Сумському державному університеті, і у червні 2000 року отримав диплом за спеціальністю інженерна механіка, погони лейтенанта і разом із зірочками — направлення до м. Біла Церква до 229-го механізованого полку на посаду командира артилерійського взводу. У вересні 2003 року був призначений на посаду командира артбатареї 72-ї окремої механізованої бригади. У 2005 році був призначений начальником штабу, першим заступником командира артдивізіону 55-ї окремої бригадної артилерійської групи 72 ОМБр. У грудні 2012 року отримав призначення на посаду старшого помічника начальника артилерії, відділення артилерії 72 ОМБр. Останнім часом був старшим помічником начальника штабу бригадної артилерійської групи.
З 1 травня 2014 року майор Олександр Шкурко брав участь у бойових діях — під Авдіївкою, Сонцевим, Сніжним.
26 липня в районі населених пунктів Григорівка і Тарани його машину було обстріляно, і важкопоранений Олександр потрапив до полону проросійських бойовиків. З ним в машині перебували ще дві особи — рядовий, якого у серпні 2014 року обміняли на когось з бойовиків і капітан Анатолій Романчук, який помер у лікарні міста Сніжне. Олександр також перебував у лікарні у місті Сніжне. У нього було важке поранення черевної порожнини, опіки 30 % поверхні тіла. Постійно знаходився під наглядом лікарів, була висока температура і сильні болі, лікування як таке було відсутнє.
5 серпня важкопораненого Олександра бойовики забрали з лікарні під приводом переводу в «комендатуру» міста Сніжне, відвезли на сповідь і стратили. Був похований на околиці Сніжного. Поховання відшукали волонтери гуманітарної місії «Чорний тюльпан».
На зв'язок з дружиною виходили представники «ДНР» та пропонували обмін, у тому числі й після смерті Олександра. Дружина зверталася вже у всі інстанції, однак, за її словами, не отримала жодної допомоги.
У листопаді 2014 року з'явилася непідтверджена пізніше інформація, що Шкурко був переведений з Ростовського СІЗО до Москви.
10 грудня 2015 року в Білій Церкві відбулося перепоховання.
Без Олександра лишились батьки, брат, дружина та син.

## Нагороди та вшанування
- 8 вересня 2014 року — за особисту мужність і героїзм, виявлені у захисті державного суверенітету та територіальної цілісності України, вірність військовій присязі під час російсько-української війни, відзначений — нагороджений орденом «За мужність» III ступеня.
- Взимку 2016 року, Олександру Вікторовичу присвоєно військове звання — підполковник (посмертно).

## Пам'ять
4 травня 2016 року на будівлі Краснопільської загальноосвітньої школи, де навчався Олександр Шкурко, було відкрито меморіальну дошку на його честь.